# Corpo astrale

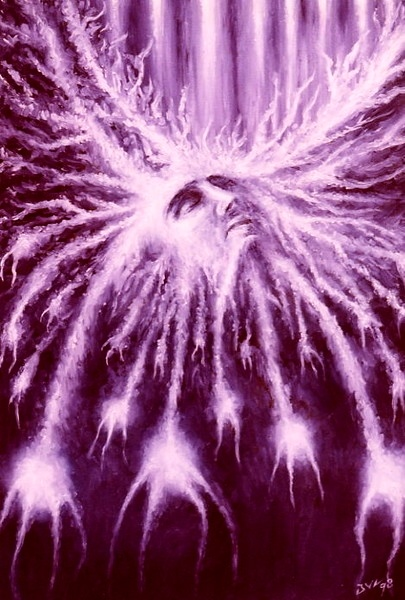
Il sonno astrale, di Jeroen van Valkenburg.

Il corpo astrale, secondo diverse dottrine religiose, filosofiche ed esoteriche, è il terzo degli involucri sottili di cui sono composti gli esseri umani, che ricopre non solo il corpo fisico ma anche quello eterico. Veicolo dell'anima e della coscienza, viene denominato astrale perché la sua lucentezza è associata a quella delle stelle.

## Storia del concetto
Sebbene la presenza di un corpo astrale nell'uomo sia accettata soprattutto nelle dottrine della teosofia, dell'antroposofia e dell'esoterismo moderni, un analogo concetto è rinvenibile nel platonismo antico, in particolare nel Timeo, dove Platone parla di un «veicolo» astrale (in greco antico: ὅχημα?, hóchēma) «nel quale il Demiurgo ha collocato l'anima».

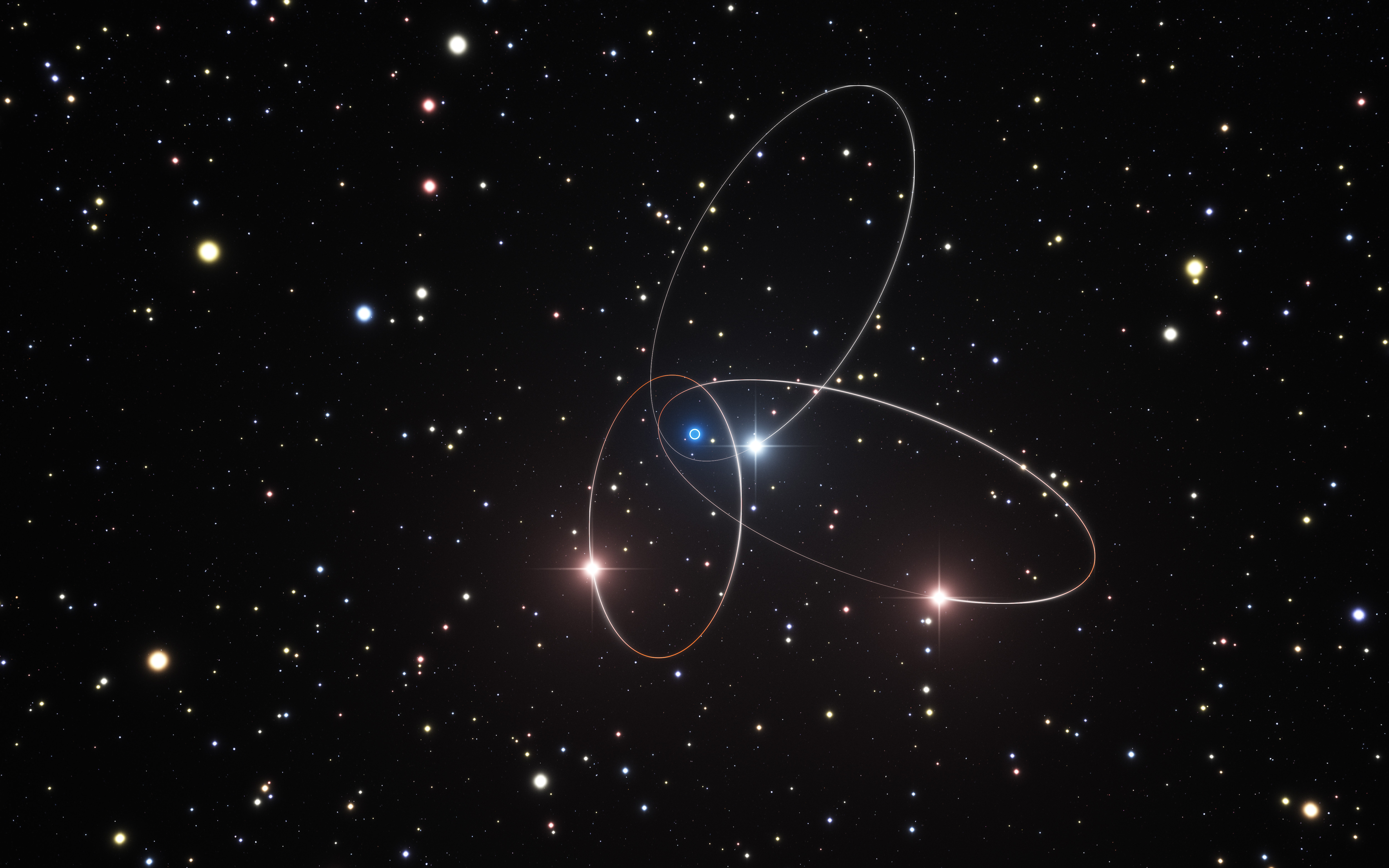
Secondo il platonismo, l'anima riceve il suo veicolo dalla sostanza del mondo astrale, che si manifesta nel movimento dei cieli e delle orbite planetarie studiati dall'astrologia.

Questa sorta di «abito» animico di natura «stellare» ha la funzione secondo Platone di connettere la parte immortale dell'uomo (pneuma) con quella materiale. Anche nelle Leggi Platone accenna al fatto che l'anima di una stella possa assumere un corpo d'aria o di fuoco.
Aristotele assegnava invece all'essere umano un'anima vegetativa, che lo accomuna alle piante, una razionale sua propria, ed una intermedia detta sensitiva, in comune con gli animali.
I neoplatonici operarono una sintesi tra quest'anima «irrazionale» e la concezione platonica del corpo astrale come veicolo «simile a una stella»: per Plotino, Porfirio e gli Oracoli Caldaici si tratta di un sostrato transitorio a cui l'anima immortale si associa prima di nascere in un corpo fisico, per perderlo poi dopo la morte in attesa di reincarnarsi, mentre per Giamblico, Ierocle e Tolomeo costituisce un involucro permanente, in un certo senso imperituro.
Proclo assunse una posizione equidistante, ritenendo che l'ochema sia costituito da una parte superiore incorruttibile ed una inferiore.

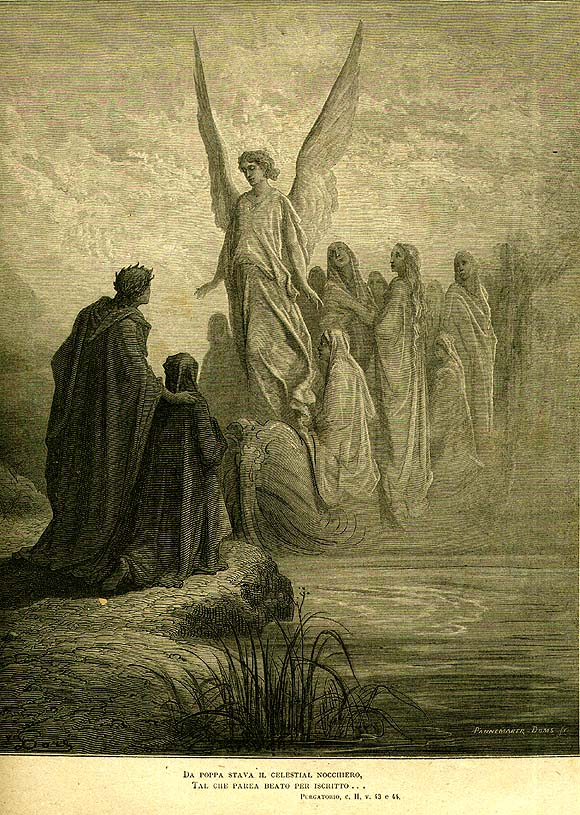
Dante nel Purgatorio al cospetto delle anime penitenti.

Un termine latino storicamente accostato a quello greco è umbra, ripreso da Dante Alighieri nella Divina Commedia per spiegare il fatto che gli spiriti dei defunti gli appaiano in forma visibile: le loro anime infatti, sebbene ormai separate dal corpo, irradiano ancora le loro specifiche qualità, sicché tale irradiazione si manifesta come ombra:
e li altri affetti, l'ombra si figura.»
(Dante, Purgatorio, canto XXV, vv. 106-107)
I corpi astrali dei penitenti gli si mostrano tanto più oscuri e gravosi quanto più impure sono le loro rispettive anime.
Per il resto nel Medioevo era in genere diffusa l'idea, basata sulla tripartizione neoplatonica, che gli angeli abbiano solo l'anima immortale, i demoni anche quella astrale, e gli umani in aggiunta il corpo carnale.
Fu col Rinascimento che il «veicolo dell'anima» tramandato dalla letteratura antica venne anche chiamato da Paracelso «corpo siderale» o «stellare», da cui nacque l'espressione «corpo astrale». Ficino, Agrippa, e altri esponenti di correnti ermetiche, occultiste e rosacrociane ripresero la concezione platonica di una carrozza dell'anima, fatta di sostanza delle stelle, che collega l'anima razionale al corpo materiale.
Tra i platonici di Cambridge, Ralph Cudworth opponendosi al dualismo cartesiano di spirito e materia sostenne la necessità di un elemento mediatore tra queste due sostanze, ruolo svolto appunto dal corpo astrale. Di nuovo in epoca romantica il concetto di un veicolo astrale fu accolta da Goethe, Schelling, Hugo von Hofmannsthal.
Il riferimento al «corpo astrale» entrò quindi a far parte integrante della terminologia adottata dalla teosofa Helena Petrovna Blavatsky nel suo testo fondamentale intitolato La dottrina segreta del 1888. Inserendosi nel solco tracciato da Paracelso e dalla nuova teosofia, anche Rudolf Steiner adottò quest'espressione nel 1904, quando non si era ancora scisso dalla Società Teosofica.

## Descrizioni
(William Quan Judge, L'oceano della teosofia. Breve esposizione della filosofia esoterica [1893], trad. it., CDL, 2017)
A differenza del corpo eterico, che aderisce strettamente a quello fisico conferendogli vitalità, il corpo astrale viene descritto come più distanziato rispetto a quest'ultimo, e principalmente come la sede o il motore dei sentimenti, dei desideri, dello stato emotivo dell'individuo.
Poiché ogni passione assume una specifica tonalità animica, i colori del corpo astrale si riverberano sul complesso generale dell'aura. Helena Blavatsky lo scompone in sette livelli, corrispondenti ai sottopiani gerarchici di quel piano astrale da cui esso riceve linfa e nutrimento, e del quale le orbite e le posizioni planetarie studiate dall'astrologia sono emanazione: a seconda della sua maggiore o minore elevazione, il corpo astrale assumerà lo stesso tipo di vibrazione dei rispettivi gradi celesti superiori o inferiori. In tale misura, esso predomina soprattutto nel mondo dei sogni, ed è equiparato dai teosofi al principio induista del Kama-Rupa, o del Linga-Sharira.
Per Rudolf Steiner il corpo astrale risulta dalla sovrapposizione del cosiddetto «corpo senziente», che è un semplice veicolo di sensazioni e di percezioni oggettive, entro l'«anima senziente», contenente invece giudizi soggettivi, derivanti da personali simpatie o antipatie, su quelle percezioni. Egli lo chiama anche «corpo psichico», «corpo di coscienza», e a volte «corpo dei desideri». Il corpo astrale non segue i lineamenti fisici o eterici, ma possiede forma ovoidale ed è percorso da correnti di forze psichiche che si manifestano in maniera luminosa, colorata o trasparente. È strettamente collegato con le ghiandole endocrine, ed è a partire da questo livello che avrebbero origine il 90% delle malattie fisiche.

### Dal sonno alla veglia

Sogno di una fanciulla, di Karl Brjullov (1833).

Secondo Steiner, il corpo astrale rende possibile lo stato di veglia a cui ci ridestiamo dopo il sonno. Lo stato di incoscienza del sonno, infatti, è dovuto alla temporanea separazione del corpo astrale da quello eterico: mentre questo rimane all'interno del fisico, il primo deve esplicare la sua azione in un ambiente extra-corporeo dove poter reintegrare quelle forme e quei modelli, logoratesi nella vita diurna, da veicolare al corpo eterico, funzionali a loro volta alla conservazione del fisico.
(R. Steiner, La scienza occulta nelle sue linee generali [1910], cap. II, trad. di Emmelina de Renzis ed Emma Battaglini, Bari, Laterza, 1947)

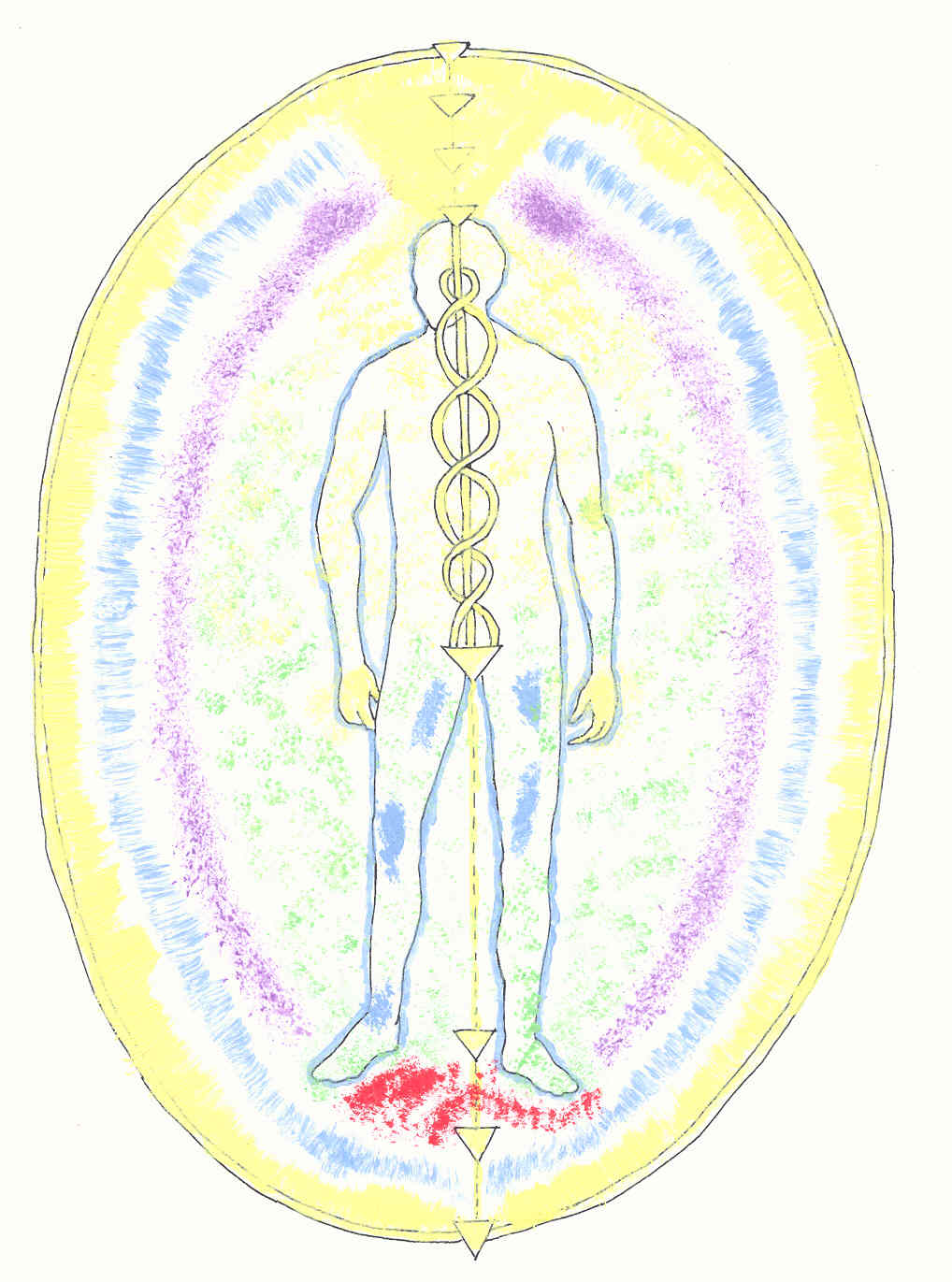
Involucri sottili che ricoprono il corpo denso.

Come l'elemento eterico è associato da Steiner alla vitalità dell'acqua, ed il fisico alla terra, il corpo astrale risulta piuttosto governato dall'archetipo dell'aria, mentre l'Io superiore al fuoco. Trattandosi di un terzo strato, il corpo astrale non ha, di per sé, influenza diretta sul corpo fisico; la sua azione sulla materia passa sempre per il sostrato eterico, fungente da guaina di protezione.

### Lavoro sul corpo astrale
Nobilitando e perfezionando i propri sentimenti e desideri, si può lentamente sviluppare quello che Steiner chiama il Sé spirituale, un organo interiore plasmato grazie al lavoro compiuto appunto dall'Io sul corpo astrale, che ne risulta via via dominato e trasformato.
(R. Steiner, La scienza occulta, op. cit., cap. II)
Presso la sapienza orientale la formazione di quest'ulteriore elemento sottile è denominato «manas».

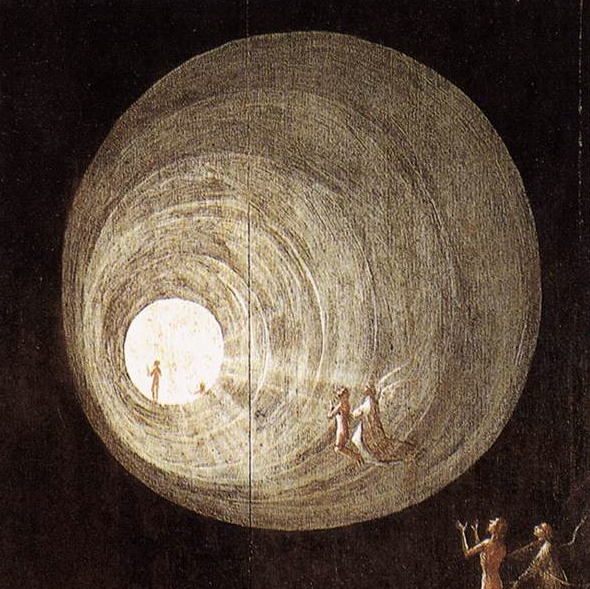
Il viaggio nel tunnel ultraterreno (di Hieronymus Bosch, 1504).

### Destino ultraterreno
Mentre il corpo eterico vive nel tempo, percepibile alla chiaroveggenza solo cogliendone con una visione d'insieme il suo perenne movimento, il corpo astrale andrebbe pensato per Steiner non come una materia eterica più raffinata, bensì come il negativo del tempo, o come un flusso che scorra a ritroso rispetto a quest'ultimo. Tale è l'esperienza che si proverebbe quando, varcata la soglia della morte, una volta privi dei consueti sensi fisici si ripercorrono all'inverso le impressioni della vita appena conclusa fissatesi sull'eterico.
Dopo aver tratto un insegnamento da questa visione retrospettiva, lo spirito dell'Io si libera progressivamente dell'involucro eterico, passando nel kamaloka in cui abbandonare anche i desideri inappagabili del corpo astrale, vissuti come ombre terrificanti, finché dopo aver soggiornato nel Devachan per un periodo indefinito si predispone per una nuova incarnazione, ricevendo un diverso corpo astrale, eterico, e infine materiale.